# Pierre Tilman
Pour les articles homonymes, voir Tilman.
Pierre Tilman, né le 8 février 1944 à Salernes dans le Var, est un artiste plasticien, poète et écrivain français. Il enseigne à l'École supérieure d'art d'Avignon. Il vit à Sète.

## Biographie
Pierre Tilman a cofondé la revue Chorus (1968-1974) avec Franck Venaille, Daniel Biga et Jean-Pierre Le Boul'ch.
Il a publié plus d’une trentaine de livres aux éditions Guy Chambelland, Seghers, Galilée, Limage, Sixtus, Unes, Voix Richard Meier, Bernard Dumerchez. Il a écrit notamment sur des artistes tels que Peter Klasen, Erró ou Jacques Monory et Robert Filliou.
Il a présenté de nombreuses expositions personnelles dans des galeries, des musées et des centres d’art à Paris, Toulon, La Seyne sur Mer, Saint-Fons, Montbéliard, Cavaillon, Avignon, Saint-Paul-de-Vence.

## Commentaire
« Écrivain, poète, il est amoureux des mots. Plasticien, il a pris les mots au pied de la lettre et créé un univers où ces mots sont devenus des choses dont il est le grand ordonnateur.

Pierre Tilman nous entraîne dans une promenade buissonnière où nous aurions décidé de manquer la classe. D’ailleurs, plutôt que se soumettre sagement aux livres d’école, Pierre Tilman préfère jouer avec les petits soldats ou les animaux en plastique des enfants, personnages dont il est le metteur en scène privilégié.

Chez Pierre Tilman, le mot vert est vert et le mot rouge est rouge. Et quand le mot “Doute” éclairé porte son ombre au sol, il y a bien l’ombre d’un doute. »

— Claude Guibert

## Expositions personnelles
- 1971 : Galerie Arca, Toulon
- 1977-1978 : Galerie de Larcos, Paris
- 1978 : Galerie Lo païs, Draguignan
- 1979 : École des beaux-arts, Lorient
- 1980 : Musée de Saint-Paul-de-Vence
- 1982 : Galerie Impact, Vannes
- 1983 : Galerie Jean-Claude Riedel, Paris — « Des corps tatoués de mots », Galerie Saluces, Avignon
- 1985 : Galerie Remarque. Trans-en-Provence
- 1987 : Galerie Matarasso, Nice — La Bièrerie, Nice — Musée de Toulon — Villa Arson, Nice — Galerie Lola Gassin, Nice
- 1988 : Galerie Claude Samuel, Paris — Salon de la science-fiction, Montpellier
- 1989 : « C comme ça », Galerie Claude Samuel
- 1991 : Galerie Claude Samuel, Paris
- 1992 : Groupe Art Contemporain, Amonav — Galerie la Tête d'Obsidienne, La Seyne sur Mer — Le poche, mezzanine de la Rotonde Béthune
- 1993 : « Laissez-moi dire ! », galerie Donguy, Paris — « Histoire de choses, histoire de mots » La Fureur de rire, Woorloo MooLoow Avignon — Par les yeux du langage, Galerie Athanor, Marseille
- 1994 : « Pierre Tilman et la revue L'évidence », galerie Remarque, Trans-en-Provence, Galerie Arcade, Nice
- 1995 : « Un jour les mots se sont mis à briller et l'existence des choses est devenue grave », galerie Claude Samuel, Paris
- 1996 : Mot à mot. Aldébaran. Baillargues — L'espace mot, Galerie Claude Samuel, Paris
- 1997 : Sacs de nœuds, Galerie Donguy, Paris
- 1998 : « Les statues n'ont pas de poils », Maison pour tous, Fontenay-sous-Bois
- 1998-1999 : « La girafe dans I'oreille », galerie Claude Samuel, Paris
- 2000 : « Le piocheur de nombril », Espace Vent d'Ocre, Paris — Le singe à l’œil, Centre d'arts plastiques, Saint-Fons
- 2001 : « Le singe à l’œil », Centre d'arts plastiques, lieu Ressources, Saint-Fons — « Tout comme unique », galerie des Extravagances, scène nationale, Hôtel de Sponeck, Montbeliard, Médiathèque La Durance, Cavaillon — Pierre Tilman, photographies, galerie Remarque, Photos et textes sur les murs, Rouge 44, Chéri (e) bar Paris
- 2002 : Photos, galerie Remarque, Trans-en-Provence — Je nœuds, galerie des Remparts, Toulon
- 2003 : Poèmes sur les murs de toutes les couleurs, Le Garage, Lorgues
- 2004 : « Les mots en barre », Baloard restaurant-galerie d'art, Montpellier, Les mots en barre, Centre européen de poésie, Avignon
- 2005 : « Mots à mots », BBB, Toulouse
- 2006 : « Le mur des mots », GM galerie, Montpellier — Mots et drapeaux à tous les étages, avec Agnès Rosse, Le Vallon-du-Villaret, Bagnols-les-Bains, Le tas d'esprits, invitation de Ben, dans une chambre de l'hôtel Louisiane, Paris
- 2007 : Mots, 4, Barbier, Galerie/Vitrine d'art contemporain, Nîmes, Poèmes visuels, Écume du jour, Beauvais
- 2008 : « Poème écrit par les fourmis », avec Agnès Rosse, espace culturel de l'lUFM, Montpellier — « K'Way dans le puits », avec Agnès Rosse, etc. galerie, Montpellier
- 2011 : "TU VOIS", Galerie Metropolis, Paris[2]
- 2012 : "Tu vois ce que je veux dire", Villa Tamaris, La Seyne-sur-Mer[3]
- 2014 : "Sélectionner tout", Galerie Metropolis, Paris[4]
- 2015 : « La Parole est d'Art », galerie le Garage, Orléans
- 2016 : Les mots sont des brindilles, Orphéon, Bibliothèque de Théâtre Armand Gatti[5]
- 2017 :" Les bonshommes sentiments " Galerie Métropolis Paris